# 纳兰揆叙
揆敘（1674年—1717年），原名容德，葉赫那拉氏，通稱納蘭揆敘、納喇揆敘，字凱功，滿洲正黃旗人，葉赫貝勒金台石曾孫，清康熙年間重臣納蘭明珠次子，清朝官員。

## 生平
初為佐領、侍衛。康熙三十五年（1696年），由侍衛升翰林院侍讀，充日講起居注官。後累擢掌院學士，兼禮部侍郎，奉使冊封朝鮮王妃仁顯王后閔氏。康熙四十七年（1708年）升工部右侍郎，轉工部左侍郎。康熙五十一年（1712年）遷都察院左都御史，仍掌翰林院事。康熙五十六年（1717年）卒，諡文端。
著有《益戒堂集》、《雞肋集》、《隙光亭雜織》、《後識》等。与进士王鸿绪担任《欽定詩經傳説彚纂》总裁。
雍正二年，摘發揆敘及阿靈阿罪狀，追奪揆敘官職，削諡號。墓碑改鐫“不忠不孝陰險柔佞揆敘之墓”；将阿灵阿墓碑改刻為「不臣不弟暴悍贪庸阿灵阿之墓」。

## 家庭
- 其兄是词人纳兰性德。其妻耿氏为耿聚忠与和硕柔嘉公主之女，诰封一品夫人。她与康熙帝关系密切，康熙帝以下皆以格格称呼。揆叙逝世后，因无子，由康熙帝做主，先后过继弟揆方之子永寿、永福为嗣子。
- 侍郎永寿之妻关思柏（蘇完瓜爾佳氏正黃旗穆舒七世孫正黃旗漢軍副都統阿漢泰之女），家聘请江苏泰州望族宮偉鏐之侄女宫淡亭为师。兩位女史合著有《合存詩抄》三卷。[5]康熙五十七年，康熙帝孙女、胤禟第三女被许配永福为妻[6]。
- 孙：承安（成安），因得罪和珅，乾隆五十五年革职，帝派淑嘉皇贵妃兄金简负责抄家，将纳兰容若（成德）及揆叙几辈珍藏书画收入宫中，包括王羲之平安帖。部分家产入和珅亲家将军观成家。
- 曾孙：喀勒春（道光年间任惇亲王绵恺门上王府长史，后同族兴安（参领容山之父）任惇亲王奕誴门上王府长史）
- 后裔：连徳（亦联徳，喀勒春的曾孙），民国改为叶连徳。

## 延伸阅读
[在维基数据编辑]
 《清史稿·卷287》，出自趙爾巽《清史稿》